# Pseudobazisa desperata
Pseudobazisa desperata är en fjärilsart som beskrevs av Erich Martin Hering 1929. Pseudobazisa desperata ingår i släktet Pseudobazisa och familjen tofsspinnare. Inga underarter finns listade i Catalogue of Life.